# Only Girl (In the World)
«Only Girl (In the World)» (укр. Єдина дівчина у світі) — пісня барбадоської співачки Ріанни з її п'ятого альбому «Loud». Пісня була випущена як головний сингл 10 вересня 2010 року лейблом Def Jam. Сингл став дев'ятим #1 у кар'єрі Ріанни в американському сингловому чарті Billboard Hot 100. Композиція перемогла в номінації «Найкраща танцювальна пісня» на 53-ій церемонії Ґреммі.

## Трек-лист
- Digital download[1]

1. «Only Girl (In the World)» — 3:55

- CD сингл для Німеччини[2]

1. «Only Girl (In the World)» — 3:55
2. «Only Girl (In the World)» (Extended Club Mix) — 5:39

- CD сингл для Великої Британії[3]

1. «Only Girl (In the World)» — 3:55
2. «Only Girl (In the World)» (Instrumental) — 3:55

## Позиції в чартах та сертифікації

### Тижневі чарти
| Чарт (2010)                               | Пікова позиція |
| ----------------------------------------- | -------------- |
| Австралія (ARIA)                          | 1              |
| Австрія (Ö3 Austria Top 75)               | 1              |
| Бельгія (Ultratop Flanders)               | 2              |
| Бельгія (Ultratop Wallonia)               | 1              |
| Бразилія (Billboard Hot 100)              | 2              |
| Канада (Canadian Hot 100)                 | 1              |
| Чехія (IFPI)                              | 4              |
| Данія (Tracklisten)                       | 2              |
| Європа (European Hot 100 Singles)         | 1              |
| Фінляндія (Suomen virallinen lista)       | 2              |
| Франція (SNEP)                            | 2              |
| Німеччина (Media Control AG)              | 2              |
| Угорщина (Rádiós Top 40)                  | 1              |
| Ірландія (IRMA)                           | 1              |
| Італія (FIMI)                             | 1              |
| Японія (Japan Hot 100)                    | 8              |
| Нідерланди (Dutch Top 40)                 | 2              |
| Нова Зеландія (RIANZ)                     | 1              |
| Норвегія (VG-lista)                       | 1              |
| Польща (Dance Top 50)                     | 1              |
| Румунія (Romanian Radio Top 100)          | 1              |
| Шотландія (Official Charts Company)       | 1              |
| Словаччина (IFPI)                         | 1              |
| Іспанія (PROMUSICAE)                      | 2              |
| Швеція (Sverigetopplistan)                | 2              |
| Швейцарія (Media Control AG)              | 2              |
| Велика Британія (Official Charts Company) | 1              |
| США (Billboard Hot 100)                   | 1              |
| США (Hot Dance Club Songs) (Billboard)    | 1              |
| США (Mainstream Top 40) (Billboard)       | 1              |

### Сертифікації сингла
| Країна                | Сертифікація   |
| --------------------- | -------------- |
| Австралія             | 5 × Платиновий |
| Бельгія               | Золотий        |
| Данія                 | Платиновий     |
| Німеччина             | Платиновий     |
| Італія                | Платиновий     |
| Нова Зеландія         | Платиновий     |
| Іспанія               | Платиновий     |
| Швеція                | 2 × Платиновий |
| Швейцарія             | 2 × Платиновий |
| Об'єднане Королівство | Платиновий     |
| США                   | 2 × Платиновий |